# CICS
CICS是IBM公司的强大主机交易服务器、整合平台，在全球C、C++、COBOL等交易中间件市场上占有绝大多数客户。
CICS有超过30年的历史，开发于在IBM英国的赫思里（Hursley）研发中心。CICS英国式发音是“kiks”。在AIX、HP等分布平台上的CICS叫Txseries。
交易服务器也叫交易处理中间件。支持联机交易服务（OLTP），提供用户实时的交易请求与响应，支持分布式交易服务、多个数据源、异种数据源、和分布式协同应用，支持两阶段提交。